# Fran Escribá
Francisco Escribá Segura, plus connu sous le nom de Fran Escribá, né le 3 mai 1965 à Valence (Espagne), est un ancien joueur espagnol de football reconverti en entraîneur.

## Carrière
Lors de sa jeunesse, Fran Escribá joue avec les juniors du Valence CF. C'est dans ce club qu'il débute comme entraîneur avec les équipes de jeunes. Il devient ensuite directeur de la formation.
En 2004, il devient l'assistant de Quique Sánchez Flores qui entraîne Getafe, Valence, Benfica puis l'Atlético de Madrid. Avec Sánchez Flores, Escribá remporte en 2010 l'Ligue Europa, la Supercoupe de l'UEFA et parvient en finale de la Coupe d'Espagne.
Le 11 juin 2012, Escribá est nommé entraîneur de l'Elche CF qui est en Deuxième division. Elche réussit le meilleur premier tour de championnat de l'histoire de la D2 et est largement en tête. Le 18 mai 2013, le club obtient la promotion en Première division après 25 ans d'absence. Escribá renouvelle son contrat pour deux ans et obtient les Prix Miguel Muñoz et LFP de meilleur entraîneur de D2.
Lors de la saison 2014-2015, Elche parvient à se maintenir en D1 mais est relégué administrativement en raison de ses dettes. Fran Escribá quitte le club en juin 2015 pour signer avec Getafe CF. À la suite de mauvais résultats, il est remercié le 11 avril 2016 après la 32e journée de championnat alors que Getafe occupe une place de relégable.
Le 11 août 2016, il devient entraîneur du Villarreal CF en remplacement de Marcelino García Toral.
Le 25 septembre 2017, il est démis de ses fonctions à la suite d'une défaite 4-0 contre Getafe. Il est remplacé par Javier Calleja.
Le 3 mars 2019, il devient entraîneur du Celta de Vigo qui est au bord de la relégation. Il parvient à maintenir le Celta en D1 au terme de la saison. Il est limogé le 3 novembre 2019 après un mauvais début de saison (18e place).

## Palmarès

### Avec Elche CF
- Champion de Segunda división en 2013

### Distinctions individuelles
- Prix Miguel Muñoz en 2013
- Prix LFP en 2013